# Infantas
Infantas es una freguesia portuguesa del concelho de Guimarães, con 6,07 km² de superficie y 1.932 habitantes (2001). Su densidad de población es de 318,3 hab/km².